# دغدغة
الدغدغة هي عملية يتأثر بها الجسم نتيجة ملامسة بعض أجزائه مصدراً حركات لا إرادية

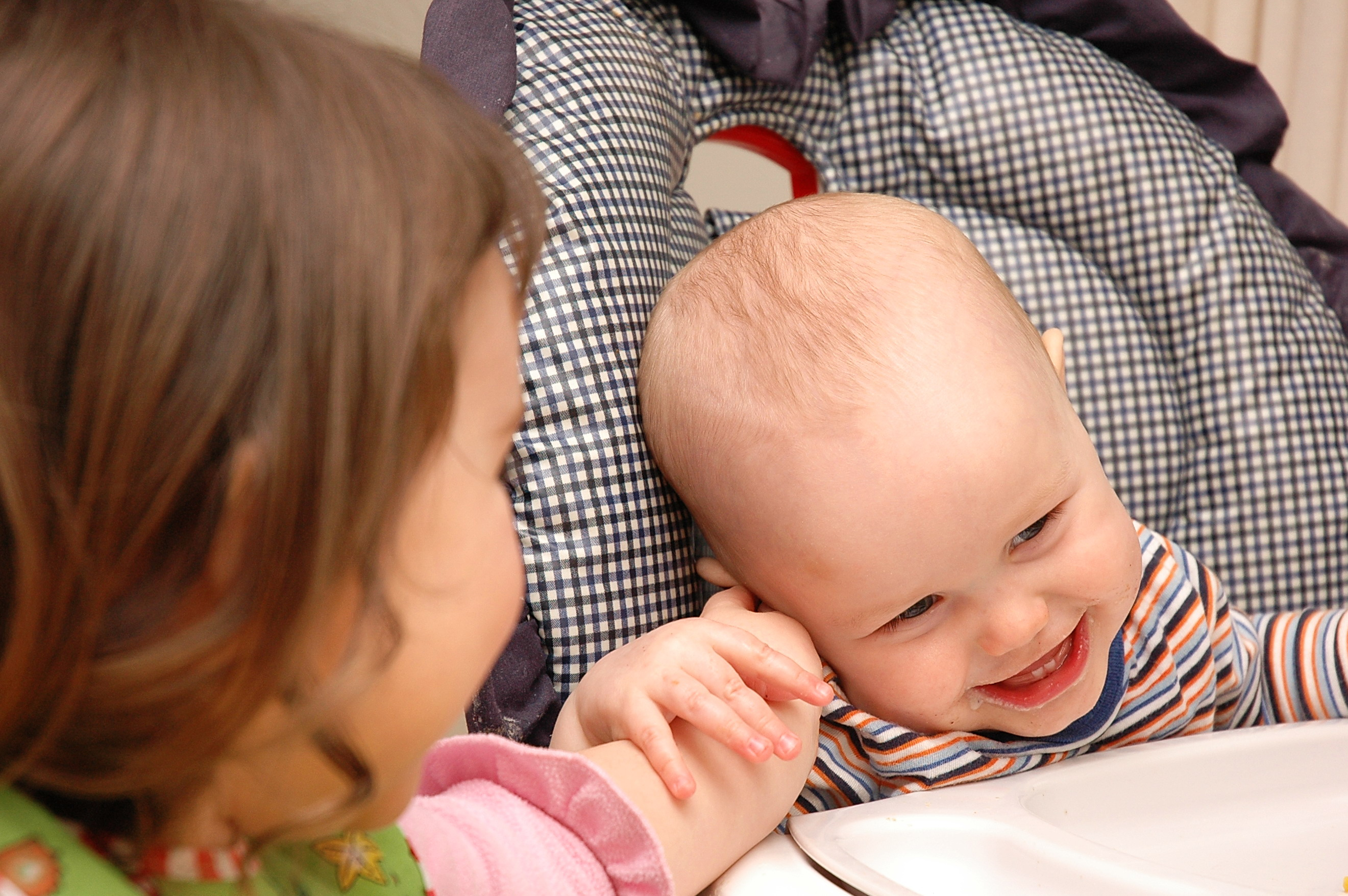
فتاة تدغدغ أخاها، مثيرة ضحكاته.

في 1897، وصف عالما النفس ج. ستانلي هال وآرثر الين الدغدغة على أنها نوعين من الظواهر. النوع الأول ينشأ عن لمسات بسيطة جداً عبر الجلد ولا ينتج عنه ُإثارة القهقهة عموماً ويصحبه شعور بحكة أحياناً.
النوع الآخر من الدغدغة يثير الضحك، الدغدغة الثقيلة، وينشأ عن ضغطات متكررة على المناطق الحساسة للدغدغة.

## التعذيب بالدغدغة
يمكن أن تستغل الدغدغة بشكل سلبي ويقال أن هناك من يستخدمونها في أساليب التعذيب كما حدث في أيام روما. على سبيل المثال يتم تقييد الشخص بحيث يمنع من إصدار ردود الأفعال الحركية ثم تتم دغدغة راحة القدم والخصر باستمرار مما يؤثر سلبياً على الضحية.
تستعمل الدغدغة أيضاً من قبل البعض في الإثارة الجنسية.

## الدغدغة الذاتية
النوع الأول من الدغدغة قد لا يعتمد على عنصر المباغتة أو المفاجأة ويمكن للمرء أن يستحث هذه الدغدغة بواسطة لمسات خفيفة.
أما في الدغدغة الثقيلة، فهناك ظاهرة غريبة: عندما يلامس الأفراد أجسادهم شخصياً فإنهم لا يمرون بتجربة الاستثارة. يعتقد بأن الدغدغة تتطلب مقداراً معيناً من المفاجأة، ونظراً لأن المرء يدغدغ نفسه بنفسه فليس هناك حركة غير متوقعة على الجلد. في تحليل حديث لمسالة الاستجابة للدغدغة الذاتية تم تنفيذه بالاستعانة بتقنية الرنين المغناطيسي قام بلاكمور ورفقاؤه بالتحقق من كيفية تمييز المخ بين الشعور الذي نختلقه بأنفسنا وبين ذاك الذي نلمسه عبر الآخرين. عندما تم استعمال عصا تحكم للتحكم بروبوت مدغدغ، لم يحصلوا على نتائج مرضية حيث أنهم لم يضحكوا نتيجة الحدث. أدى هذا إلى اقتراح أنه عندما يحاول الفرد دغدغة نفسه أو نفسها، فإن المخيخ يرسل معلومات دقيقة عن موضع الدغدغة وبالتالي ما التنبؤ بالشعور. على مايبدو أن هناك آلية في اللحاء الدماغي تقلل أو تمنع عملية الشعور بالدغدغة.